# Friedrich Schultz
Friedrich Carl Schultz (Fredrik Schoultz), född 1709, död 1769 i Stockholm, var en svensk hovmålare.
Schultz var gift med Johan Hofflings änka. Han omnämns som åldtgesäll 1740 och blev mästare i Stockholms målarämbete 1745 och slutligen ålderman vid ämbetet 1751. Han var god vän till familjen Martin och blev Elias Martins första lärare och det var även genom Schultz förmedling som Martin engagerades av Fredrik Henrik af Chapman som ornamentritare vid flottan.  